# Housing Development Finance Corporation
Housing Development Finance Corporation (HDFC) ist ein Unternehmen aus Indien mit Firmensitz in Mumbai.
HDFC wurde 1977 von Hasmukhbhai Parekh gegründet. Das Unternehmen bietet vorwiegend Darlehen für den Hausbau an. Rund 1029 Mitarbeiter beschäftigt HDFC (Stand:Januar 2007).
Tochterunternehmen von HDFC ist unter anderem die HDFC Bank.

## Aktie
Das Unternehmen ist in dem wichtigsten Börsenindex Indiens, dem BSE Sensex der Bombay Stock Exchange, gelistet.